# Novella (Haute-Corse)
Pour les articles homonymes, voir Novella.
Cet article possède un paronyme, voir Novela.
Novella est une commune française située dans la circonscription départementale de la Haute-Corse et le territoire de la collectivité de Corse. Elle appartient à l'ancienne piève d'Ostriconi.

## Géographie

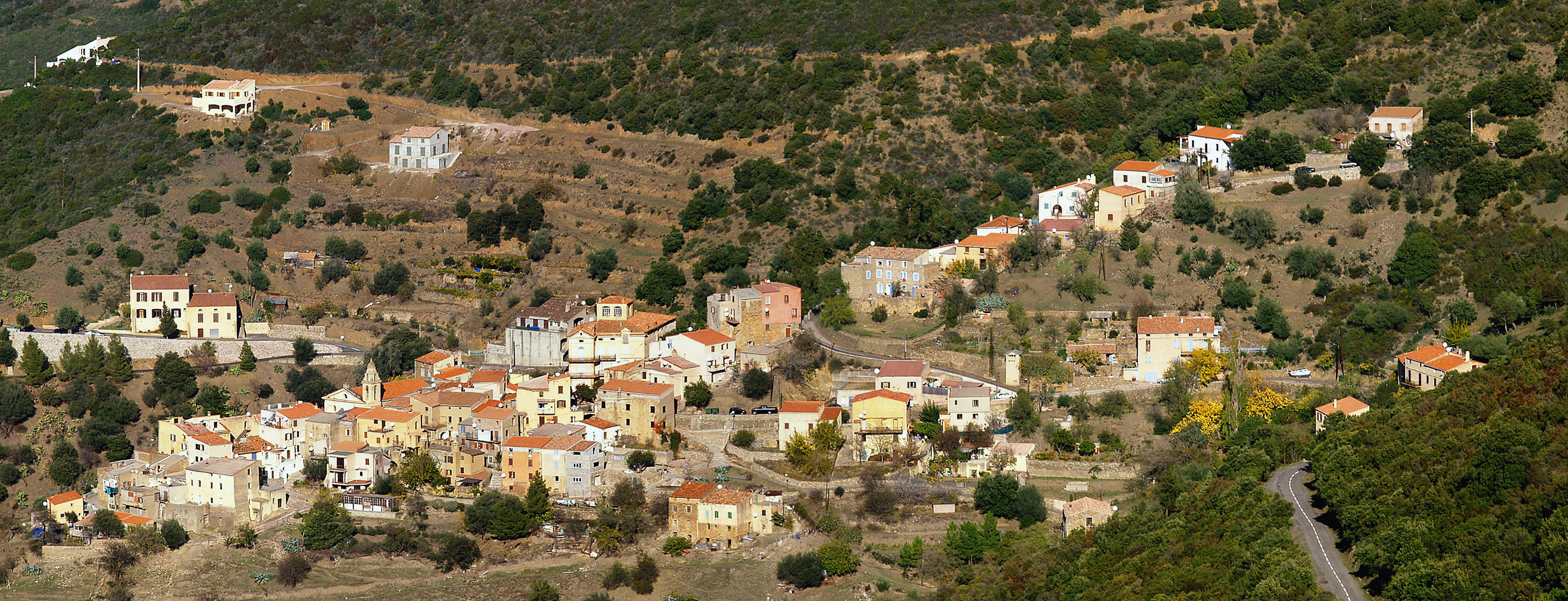
Panorama du village.

### Situation
Novella est avec Palasca l'une des deux communes issues de la piève d'Ostriconi, située immédiatement à l'est de la Balagne, au nord du parc naturel régional de Corse et en limite de celui-ci.
Communes limitrophes

### Géologie et relief

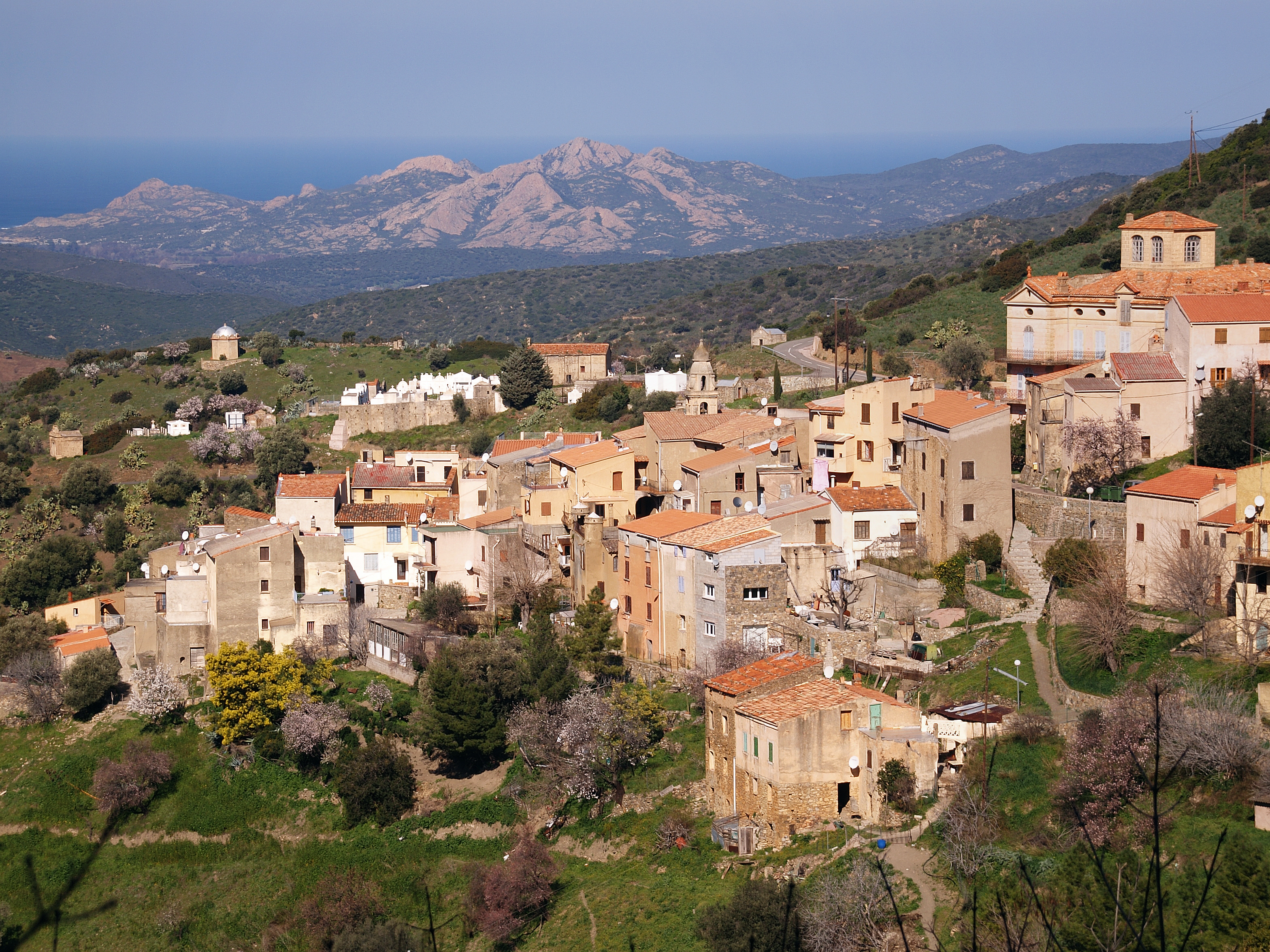
Vue du village.

Novella se situe dans la zone dépressionnaire de l'Ostriconi, l'une des dépressions centrales séparant la « Corse schisteuse » ou l'En-Deçà-des-Monts au nord-est de l'île, de la « Corse cristalline », restant de l'île ou l'Au-Delà-des-Monts.
Le territoire de la commune est un ensemble de collines arrondies, couvertes d'un bas tapis végétal. Son point culminant est la Cima di l'Alturaia (820 m). Il est traversé au nord par l'Ostriconi.
En prenant pour départ le lieu-dit « Petra Moneta » au nord, ses limites territoriales sont définies ainsi :
- du point de jonction des trois communes de Palasca, Urtaca et Novella sur la rivière Ostriconi, une ligne part au sud-est sur la Cima di u Pallu (239 m), la Cresta di Bona Fede, rejoint le lit de l'Ostriconi et remonte son cours jusqu'au lieu-dit « Valliana », la limite orientale de la commune ;
- de Valliana à l'est, la ligne se dirige au sud en passant par les Cresta di Piana a u Rossu, Petra a Lamaccia (451 m), Pinzu di Fontanella (522 m), Bocca di Fuata Dura (583 m) où se dresse un pylône, puis se dirige sur les Cima di Mitilelli (652 m), Cima di Pardinelle (625 m). À l'altitude de 585 m, la ligne descend jusqu'à la RT 30 (altitude de 408 m), point marquant sa limite méridionale ;
- de la RT 30 au sud, la ligne part à l'ouest, descend le cours du ruisseau de Prunelli jusqu'à l'altitude de 418 m, suit une petite ligne de crête sous laquelle passe la RT 30, redescend jusqu'à elle, remonte le cours du ruisseau de Bavoso puis se dirige vers le col de San Colombano (692 m - Palasca), sans l'atteindre, via la Punta di L'Alturaia (820 m) point culminant de la commune, « à cheval » sur Novella et Olmi-Cappella. La ligne atteint la limite occidentale de la commune qui se situe à 700 m au nord du col de San Colombano ;
- du point extrême occidental ci-dessus, la ligne remonte plein nord en suivant une ligne de crête (sous celle-ci a été creusé le tunnel ferroviaire de Guadioni (338 m - 340 m)), jusqu'à atteindre le ruisseau de San Giorgio et suivre son lit sur 500 mètres. Elle repart au nord via les Capo Bianco (261 m) et Cima di Rizzoso (264 m), rejoint l'Ostriconi, suit son cours sur près de 1,2 km et se termine à « Petra Moneta ».

### Hydrographie
Il existe un réseau hydrographique dense sur Novella. Le secteur au nord du village, séparé du secteur méridional plus étroit et plus aride par une ligne de crête orientée d'ouest en est, est tributaire de l'Ostriconi.
L'Ostriconi est le principal cours d'eau de la commune qu'il longe puis traverse le nord-est de son territoire. Il reçoit les eaux de plusieurs ruisseaux, dont le ruisseau de Nuvalicce, le ruisseau de Salginco, le ruisseaude Parghinese et le ruisseau de Malpruniccia.
Au sud, le ruisseau de Lagani affluent de la Tartagine, et dont seulement une faible partie du cours longe la commune, est alimenté par quelques cours d'eau, dont les ruisseaux de Prunelli et d'Albarello.

### Climat et végétation
Du temps de la prospérité de la Balagne (XIXe siècle), la vallée de l'Ostriconi et la plaine de Novella étaient couvertes d'oliviers lesquels assuraient la principale source de revenus. En 1971 un gigantesque incendie ravagea les collines, détruisant toute l'oliveraie. Depuis, d'autres incendies moins ravageurs se sont déclarés régulièrement. Un maquis bas reprend péniblement ses droits, composé des essences végétales communes : lentisques, cistes, myrte, asperges sauvages, etc. Au printemps de remarquables tons jaunes sont apportés au paysage et le long des routes avec la floraison des genêts de Corse (Genista corsica) et des genêts d'Espagne (Spartium junceum). Çà et là de bas et malingres chênes verts et des oliviers en touffe apparaissent au-dessus du tapis végétal. Dans ce maquis, des zones pare-feu sont créées afin de freiner l'extension rapide d'incendies et préserver ainsi l'environnement.

De nouvelles plantations d'oliviers ont été effectuées en plaine ces dernières années, après d'infructueux essais d'exploitation de vergers d'amandiers.

### Accès routiers et transports

#### Accès routiers
La commune est traversée par la route . Malgré cela, le village de Novella se trouve hors des circuits touristiques, éloigné de la voie rapide Balanina qui a été tracée pour désenclaver la Balagne et la relier avec l'intérieur de l'île.
La route D 12 dessert le village en reliant la  et la . Une autre route sans nom, longue, étroite et sinueuse, permet de gagner « Costarella » au nord du village, depuis l'extrême nord de la commune. Son embranchement avec l'ex-RN 197 est situé au lieu-dit « Petra Moneta » (Palasca).

#### Transports
Ferroviaires

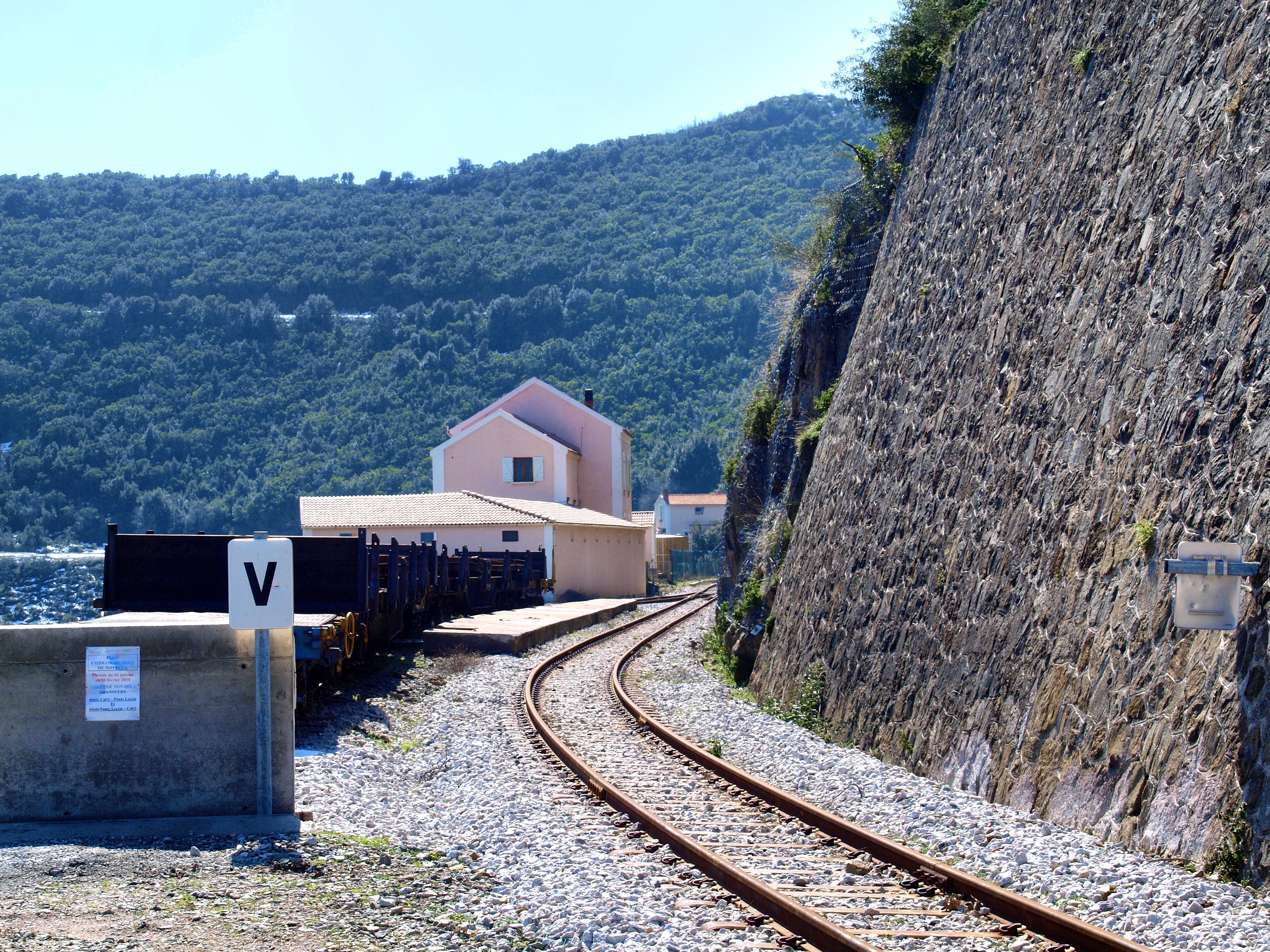
Gare de Novella.

La voie des Chemins de fer de Corse Ligne Ponte-Leccia - Calvi traverse la commune qui est desservie par un point d'arrêt situé à 120 m plus haut que le village et à plus d'un kilomètre de celui-ci. Pour ce faire, pas moins de cinq tunnels ont été percés : tunnel de Novella, tunnel de Funtanella, tunnel de Concoli, tunnel de Cruschini et tunnel de Guadioni.
Aériens et martimes
L'aéroport le plus proche est l'aéroport de Calvi-Sainte-Catherine, distant de 50 km ; celui de Bastia se trouve à 55 km.
Le port de commerce le plus proche est celui de L'Île-Rousse, distant de 28 km.

## Urbanisme

### Typologie
Au 1er janvier 2024, Novella est catégorisée commune rurale à habitat très dispersé, selon la nouvelle grille communale de densité à sept niveaux définie par l'Insee en 2022.
Elle est située hors unité urbaine. Par ailleurs la commune fait partie de l'aire d'attraction de L'Île-Rousse, dont elle est une commune de la couronne,. Cette aire, qui regroupe 12 communes, est catégorisée dans les aires de moins de 50 000 habitants,.

### Occupation des sols
L'occupation des sols de la commune, telle qu'elle ressort de la base de données européenne d’occupation biophysique des sols Corine Land Cover (CLC), est marquée par l'importance des forêts et milieux semi-naturels (95,3 % en 2018), néanmoins en diminution par rapport à 1990 (96,9 %). La répartition détaillée en 2018 est la suivante : 
milieux à végétation arbustive et/ou herbacée (95,3 %), zones agricoles hétérogènes (4,7 %). L'évolution de l’occupation des sols de la commune et de ses infrastructures peut être observée sur les différentes représentations cartographiques du territoire : la carte de Cassini (XVIIIe siècle), la carte d'état-major (1820-1866) et les cartes ou photos aériennes de l'IGN pour la période actuelle (1950 à aujourd'hui).

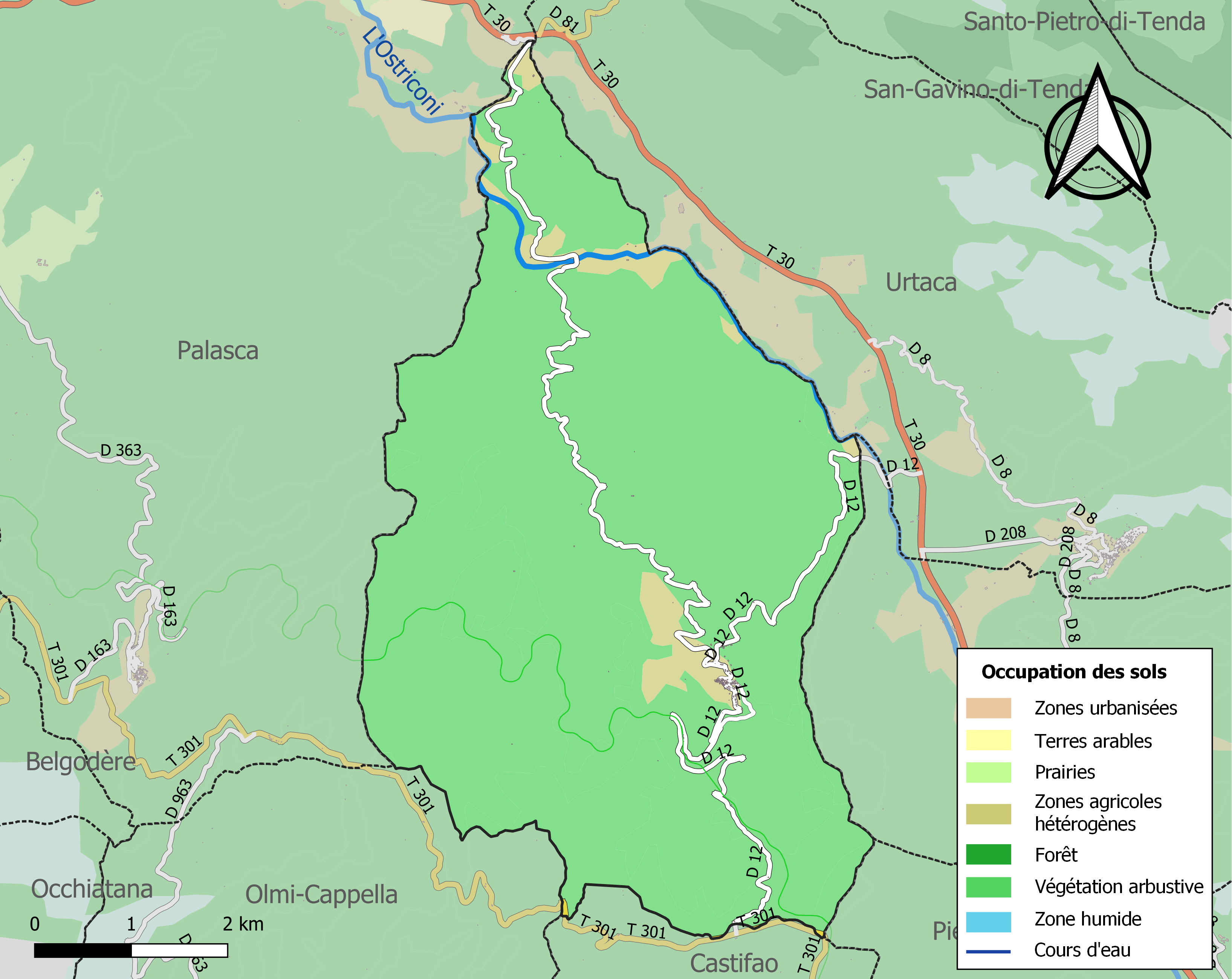
Carte des infrastructures et de l'occupation des sols de la commune en 2018 (CLC).

## Histoire

### Antiquité
La commune a été habitée depuis le début de notre ère, voire avant. La cima di U Mercuriu (429 m) doit son nom à un ancien sanctuaire romain. Elle se situe au nord du village actuel.

### Moyen Âge
Au commencement du VIIIe siècle débute la reconquête de l'île occupée par les Maures.
Dans l'Annalista Bertiniano on lit : « Cette année (806), Pépin envoya d'Italie en Corse une flotte contre les Maures qui ravageaient cette île ; mais les Maures ne l'attendirent pas et prirent le large. Les Maures quittant la Corse retournaient en Espagne chargés de butin, lorsque Ermingardo, comte d'Ampurias, leur tendit une embuscade à Majorque et leur prit huit vaisseaux sur lesquels il trouva plus de cinq cents prisonniers Corses. [...] Le comte Bonifacio, chargé de la défense de la Corse, ayant pris avec lui son frère Bertario, des Toscans, des Corses et des Sardes, passa en Afrique. »,.
Dans Eginhard on lit en 807 : « Il (Charlemagne) envoya Burchard, son connétable, avec une flotte en Corse, pour défendre cette île contre les Maures qui pendant les années précédentes étaient venus la piller à plusieurs reprises. Ceux-ci, suivant leur habitude, étant partis d'Espagne, abordèrent d'abord en Sardaigne ; ils livrèrent aux Sardes une bataille dans laquelle ils perdirent un grand nombre des leurs, trois mille, dit-on, et repartirent en droite ligne pour la Corse. Ils en vinrent aux mains dans un port de cette île avec la flotte que commandait Burchard, et furent battus et mis en fuite après avoir perdu treize vaisseaux et beaucoup de monde. ».
En 813, nouvelle invasion et nouvelle défaite des Maures
Les Sarrasins, fortement éprouvés par les échecs subis, sont expulsés du nord de l'île.

« Au commencement du XIe siècle, probablement après la bataille de Luni (1016), des seigneurs toscans ou génois, sans mandat du Saint-Siège, passent en Corse et, aidés par les populations chrétiennes, chassent les musulmans du Nebbio, de la Balagne, de Mariana et d'Aléria. »

— Xavier Poli in La Corse dans l'Antiquité et dans le Haut Moyen Âge Lib. A. Fontemoing 1907 p. 121
Ces nobles chrétiens se rendent maîtres d'une partie de l'île, l'En-Deçà-des-Monts, et y exercent leur puissance.
Novella qui se trouve proche des côtes, a été construit à partir du XIe siècle, autour d'une tour qui existe toujours, et qui appartient à la famille Valentini, mais dont des travaux de consolidation effectués il y a une trentaine d'années, sans aucun souci de préservation historique, l'ont complètement défigurée. L'ancien village de Cruschini avec son église San Cosimo e San Damiano déserté à la suite de l'épidémie de peste au XVIe siècle avait lui aussi été construit autour d'une tour.
Au XIe siècle, les marquis de Massa di Corsica dominaient tout l'« En-Deçà-des-Monts » ; mais la révolte de leurs vicomtes contre lesquels ils luttent avec peine les appauvrissent. En 1250, il leur reste encore les pièves de Giussani, Ostriconi, Caccia, tout le pays compris entre les châteaux de Rostino et de Santa-Lucia et les pièves de Verde et de Pietra-Pola.
Giovanni della Grossa cite avec indignation certains marquis qui voulaient que « les femmes de leur seigneurie se livrassent à eux avant de vivre avec leurs maris ». Peu disposés à se soumettre à ce rite, les habitants de San-Colombano massacrèrent trois de leurs seigneurs en un seul jour.»
Au XIVe siècle, le château des marquis de Massa de San Colombano fut pillé, incendié par le peuple lors des révolutions populaires.
« Après le mouvement communal de Sambocuccio d'Alando, ils continuent à faire des donations aux églises et à guerroyer contre leurs voisins. Cependant l'un des moins affaiblis d'entre eux, Andrea, en 1368, abandonne ses biens au monastère de San Venerio de Tiro et passe en terre ferme après avoir signé un traité avec les seigneurs de Speloncato ; il ne conservait en Corse que son château de San Colombano qu'il avait réparé ou reconstruit. »
Le Castello di San Colombano où s'étaient réinstallés les seigneurs de Massa, aujourd'hui ruiné, est proche des vestiges de l'ancien Castello di San Colombano, sur Cima di l'Alturaia (820 m), « à cheval » sur Olmi-Cappella et Novella, à environ 3 km (distance orthodromique) au sud-est du village et se dressait au Moyen Âge une tour nommée Lugheria.

### Temps modernes
Au début du XVIe siècle, vers 1520, la pieve d'Ostriconi était habitée en des lieux nommés Artacha, Lama, Novella, Cruscani, Pochina, Palasia et Spelonche.
En juillet 1561, une vingtaine de Turcs débarqués sur la plage de l'Ostriconi à l'Ouest des Agriates pour razzier les environs dont Novella, ont été défaits par une dizaine de ses habitants pourtant faiblement armés.
- 1768, à la cession de la Corse à la France par les Génois, existait la pieve de Paraso à laquelle étaient rattachée la commune de Novella.
- 1789, la Corse appartenait au royaume de France
- 1790, l'île ne forme qu'un seul département, celui de Corse, avec Bastia comme préfecture. Les pievi deviennent des cantons. La pieve de Paraso devient le canton de Paraso.
- 1793, la Convention divise l'île en deux départements qui ont pour nom : Golo et Liamone. An II, la commune s'appelle Novella ; elle intègre le canton de Paraso, dans le district de Calvi, dans le département d'El Golo (l'actuelle Haute-Corse).
- 1801, Novella se trouve dans le canton de Paraso, dans l'arrondissement de Calvi, dans le département d'El Golo.
- 1811, les deux départements de l'île sont réunifiés par Napoléon Ier qui rétablit le département de Corse. Novella se trouve dans l'arrondissement de Calvi.
- 1828, le canton de Paraso devient le canton de Belgodère.

### Époque contemporaine

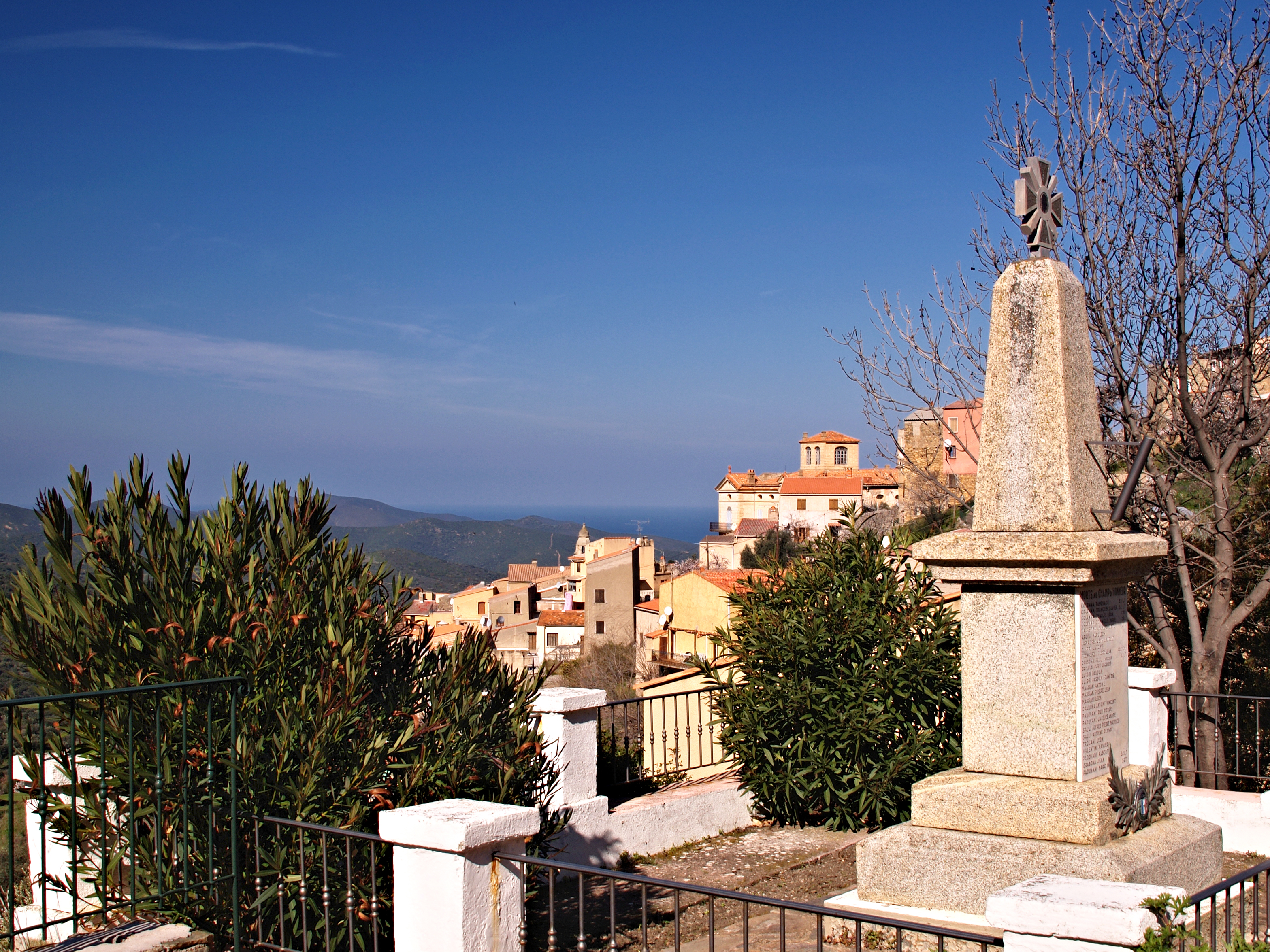
Monument aux morts.

- 1926, Novella se trouve dans l'arrondissement de Bastia.
- 1943, Novella repasse dans l'arrondissement de Calvi.
- 1954, le canton de Belgodère comprenait les communes de Belgodère, Costa, Novella, Occhiatana, Palasca et Ville-di-Paraso.
- 1973, sont créés de nouveaux cantons. Novella fait partie du nouveau canton de Belgodère créé avec la fusion imposée des anciens cantons de Muro, Belgodère et Olmi-Cappella.
- 1975, la Corse est à nouveau divisée en deux départements. Albertacce passe en Haute-Corse.

## Politique et administration

### Liste des maires
| Période                                  | Période  | Identité            | Étiquette | Qualité                                  |
| ---------------------------------------- | -------- | ------------------- | --------- | ---------------------------------------- |
| vers 1897                                | ?        | Jean-Gilles Orabona |           |                                          |
| mars 2001                                | 2014     | Paul Patriarche     | DVD       | Ancien député, ancien conseiller général |
| 2014                                     | En cours | Jean-Louis Massiani | DVD       | Cadre                                    |
| Les données manquantes sont à compléter. |          |                     |           |                                          |

## Population et société

### Démographie
L'évolution du nombre d'habitants est connue à travers les recensements de la population effectués dans la commune depuis 1800. Pour les communes de moins de 10 000 habitants, une enquête de recensement portant sur toute la population est réalisée tous les cinq ans, les populations de référence des années intermédiaires étant quant à elles estimées par interpolation ou extrapolation. Pour la commune, le premier recensement exhaustif entrant dans le cadre du nouveau dispositif a été réalisé en 2004.

En 2022, la commune comptait 80 habitants, en évolution de −5,88 % par rapport à 2016 (Haute-Corse : +5,15 %, France hors Mayotte : +2,11 %).
| 1800 | 1806 | 1821 | 1831 | 1836 | 1841 | 1846 | 1851 | 1856 |
| ---- | ---- | ---- | ---- | ---- | ---- | ---- | ---- | ---- |
| 236  | 264  | 273  | 332  | 355  | 375  | 362  | 367  | 390  |

| 1861 | 1866 | 1872 | 1876 | 1881 | 1886 | 1891 | 1896 | 1901 |
| ---- | ---- | ---- | ---- | ---- | ---- | ---- | ---- | ---- |
| 426  | 425  | 438  | 437  | 521  | 482  | 531  | 520  | 520  |

| 1906 | 1911 | 1921 | 1926 | 1931 | 1936 | 1946 | 1954 | 1962 |
| ---- | ---- | ---- | ---- | ---- | ---- | ---- | ---- | ---- |
| 445  | 422  | 299  | 257  | 202  | 225  | 227  | 219  | 184  |

| 1968 | 1975 | 1982 | 1990 | 1999 | 2004 | 2006 | 2009 | 2014 |
| ---- | ---- | ---- | ---- | ---- | ---- | ---- | ---- | ---- |
| 121  | 110  | 97   | 55   | 68   | 74   | 75   | 91   | 83   |

| 2019 | 2022 | - | - | - | - | - | - | - |
| ---- | ---- | - | - | - | - | - | - | - |
| 78   | 80   | - | - | - | - | - | - | - |

### Enseignement
L'école primaire la plus proche est l'école primaire publique de Pietralba (14 km). Les collèges publics les plus proches se trouvent à L'Île-Rousse (27 km). Celui de Moltifao est distant de 29 km. Le lycée d'enseignement général et technologique public le plus proche est le lycée de Balagne distant de (27 km).

### Cultes
Il n'existe qu'un seul lieu de culte à Novella : l'église paroissiale Santa Croce, catholique. Celle-ci relève du diocèse d'Ajaccio.

### Manifestations culturelles et festivités
La Saint-Michel, fête patronale, est encore fêtée de nos jours le 1er dimanche d'octobre. En dépit de l'absence de prêtre résidant, le soir du Vendredi saint les villageois perpétuent la procession nocturne.

## Culture locale et patrimoine

### Lieux et monuments
- Monument aux morts.

#### Castello de San Colombano de Giussani
Le Castello di San Colombano, ruiné, était la dernière demeure seigneuriale en Corse des marquis de Massa qui au XVe siècle sont retournés vivre en bourgeois pauvres à Pise ou à Livourne comme le rapporte le chroniqueur Giovanni della Grossa. Il se situe sur le flanc nord de Cima di l'Alturaia (820 m). Le site est accessible par une piste démarrant au col de San Colombano (692 m - Palasca).

#### Cruschini
Cruschini était un village qui avait son église dédiée aux San Cosimo e San Damiano. Il est abandonné au XVIe siècle à la suite de l'épidémie de peste. Il sera reconstruit autour d'une tour, avec une nouvelle église San Domenico.
Le site déserté au XVIIIe siècle, ne présente que des ruinés. Il est situé au N-NO du village de Novella. Sous le site, un tunnel éponyme a été percé pour la ligne des Chemins de fer de la Corse.

#### Église Santa Croce
L'église paroissiale Santa Croce (Sainte-Croix), baroque, a été construite en 1880 sur décision du curé Lanzalavi, à l'emplacement même du campanile de l'église paroissiale construite en 1740. L'édifice a été remanié en 1740. Agrandi, l'oratoire est rattaché au campanile et forme l'église Sainte Croix actuelle. De dimensions imposantes, sa nef est unique et est terminée par une abside à 5 pans. Deux chapelles sont présentes, celle de droite est dédiée à Saint Léonard et celle de gauche au Rosaire. Les travaux de restauration de l'église ont été achevés le 7 août 1993.

Le décor intérieur de l'église est remarquable, c'est ce qui fait que l'église, propriété de la commune, est protégée, inscrite au titre des Monuments historiques par arrêté du 6 septembre 1985.
Dans l'église Santa Croce se trouve un tableau la Sainte Vierge et de l'enfant Jésus dont on dit que la Vierge y aurait miraculeusement pleuré.

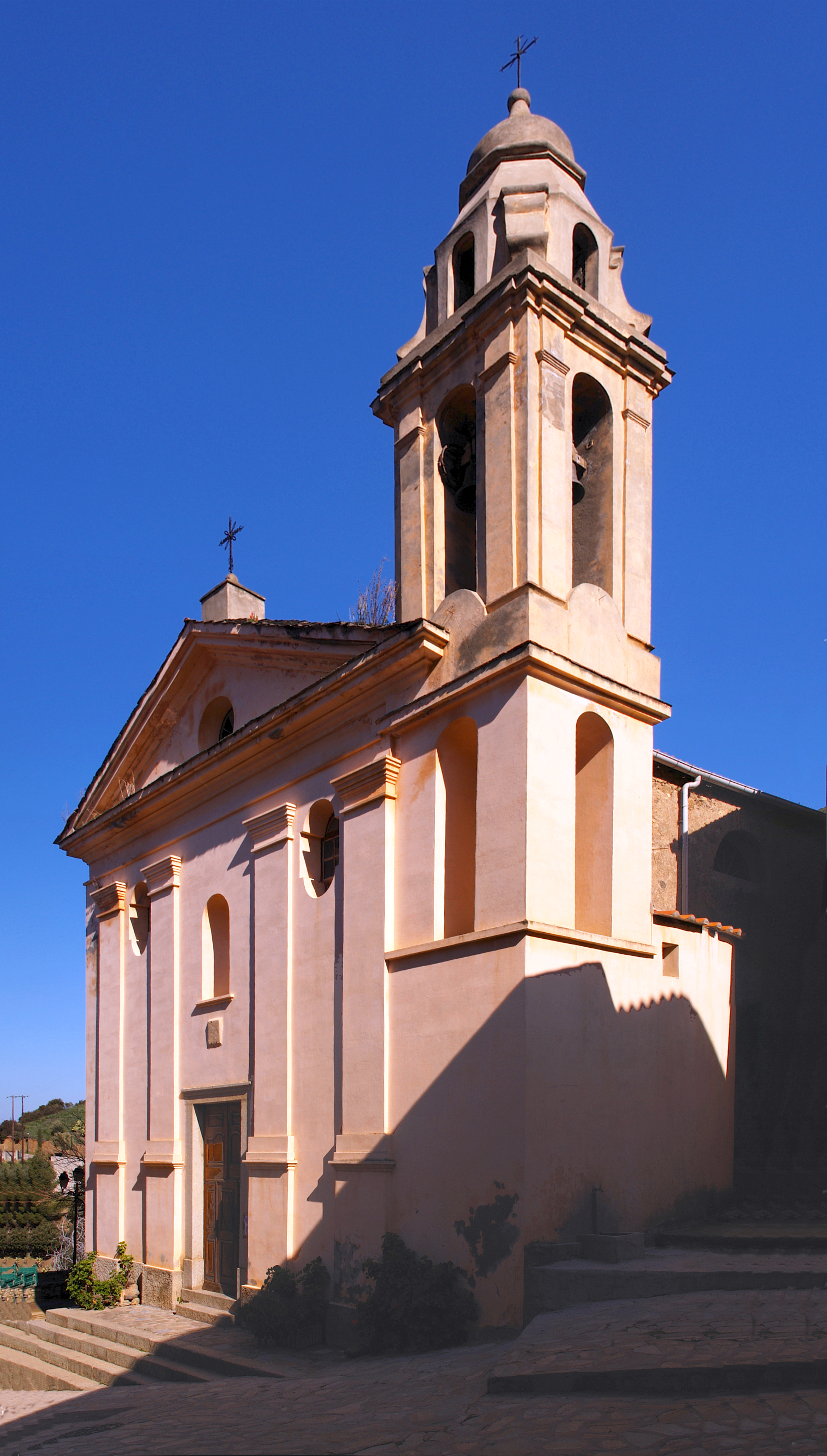
Église Santa Croce.
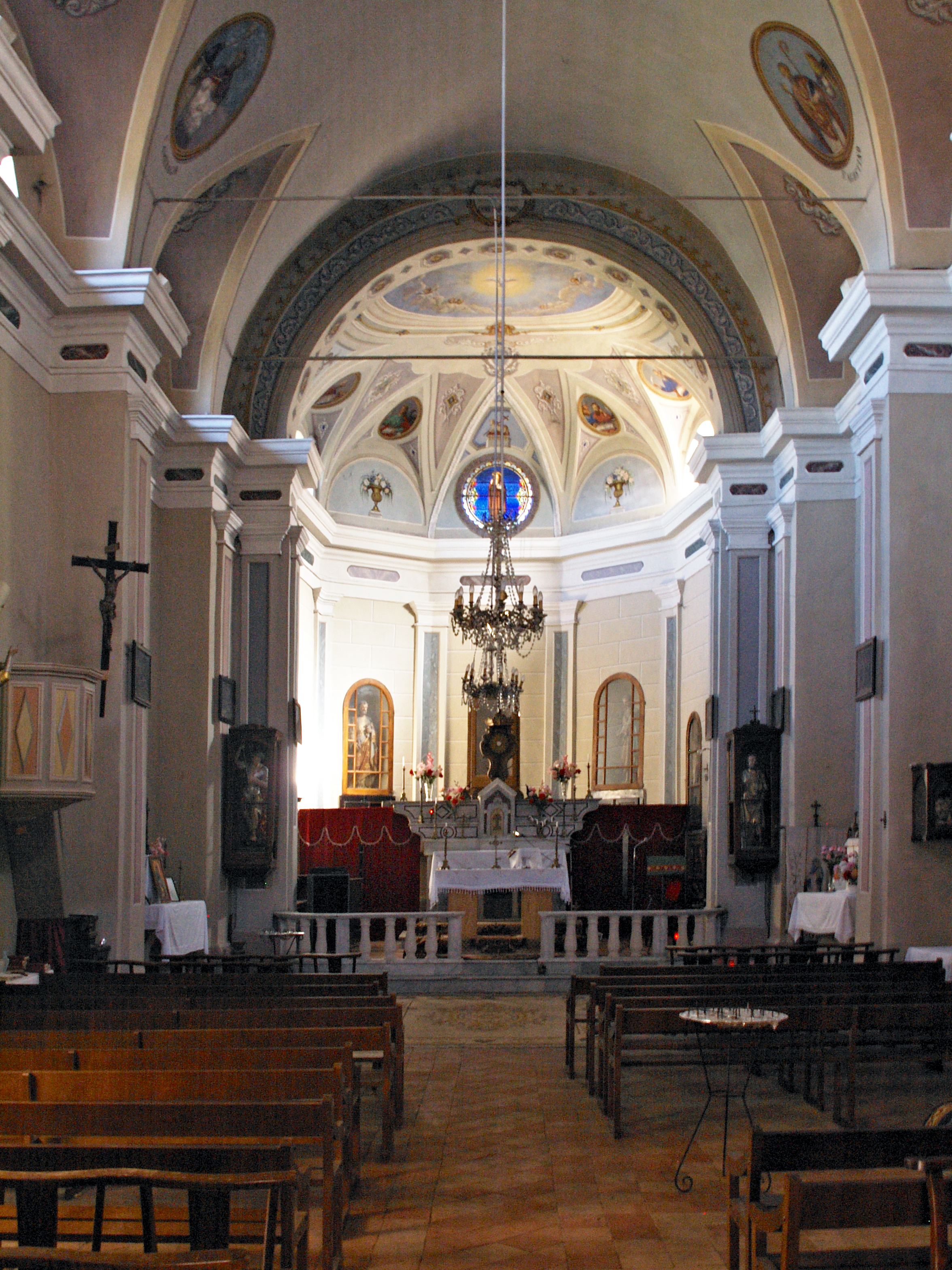
Intérieur.
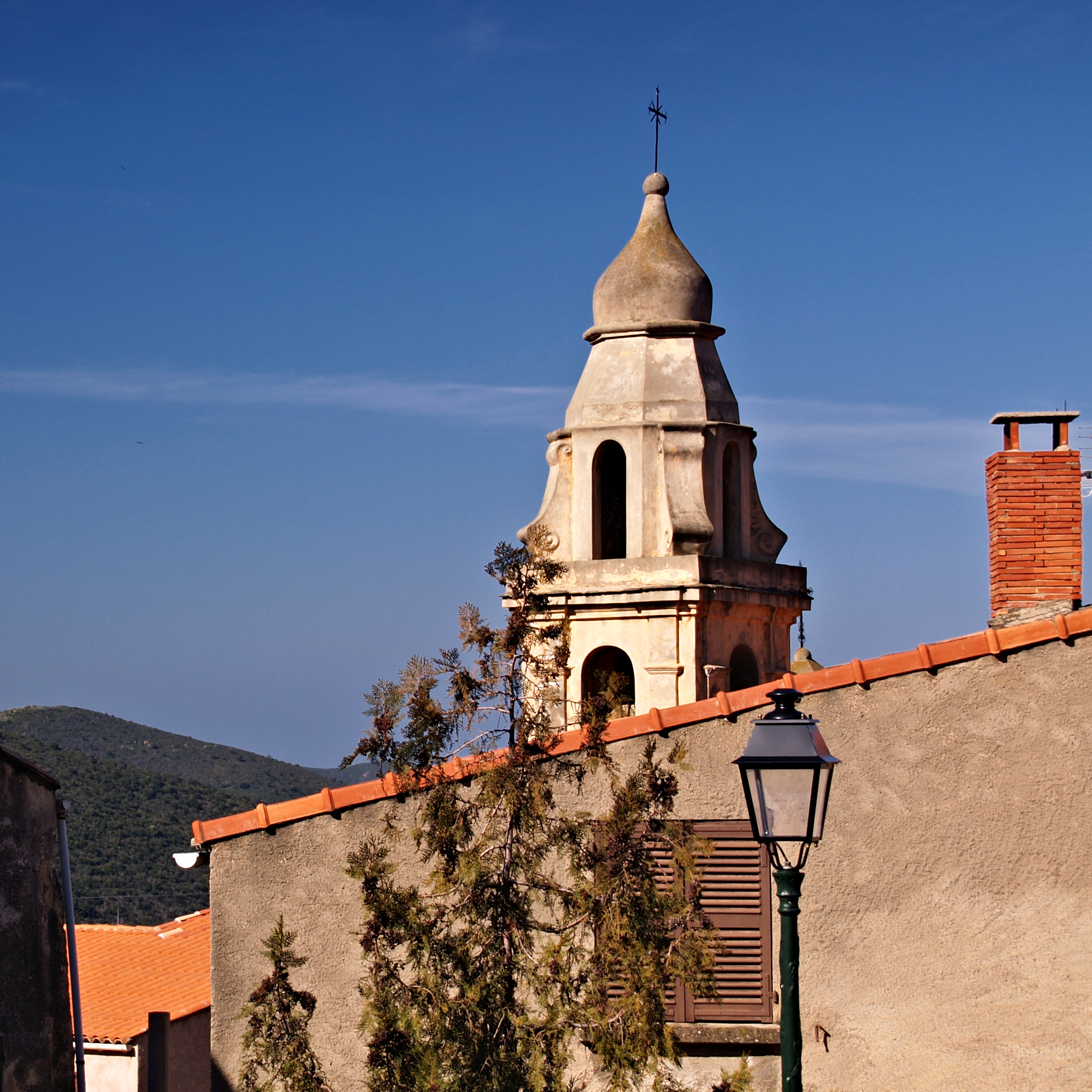
Clocher.
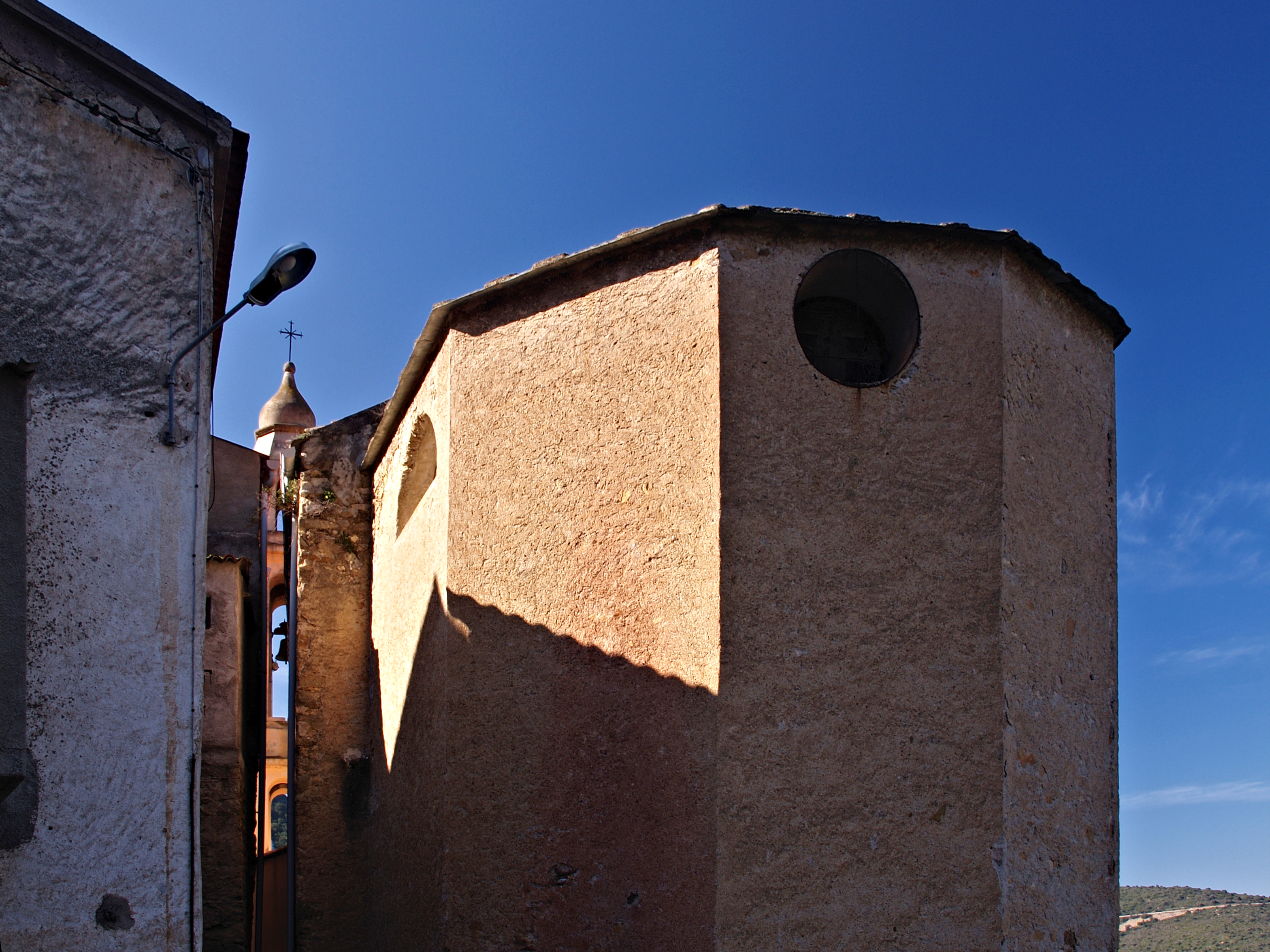
Abside.
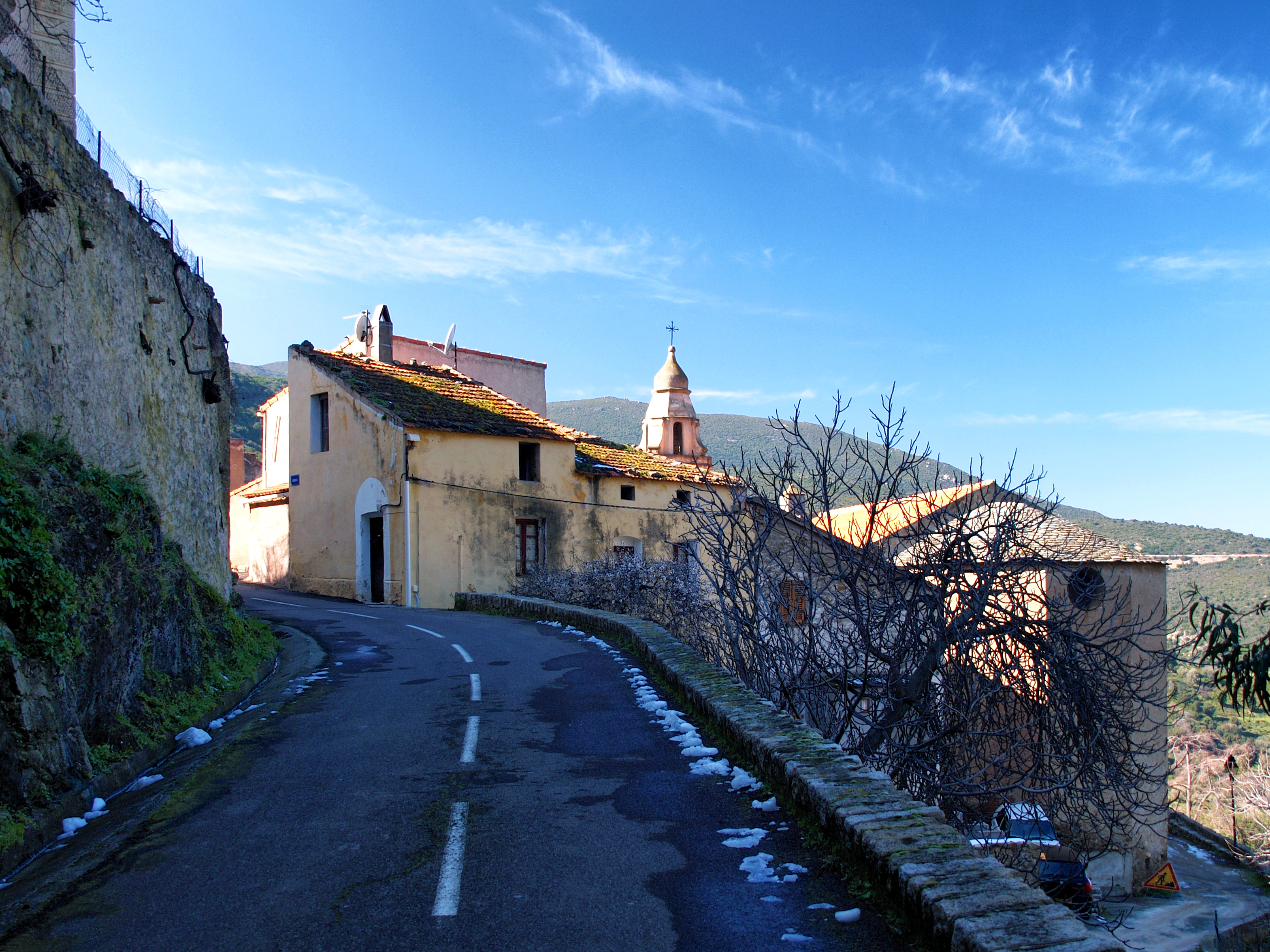
Vue depuis Umbria.

#### Chapelle Saint-Michel

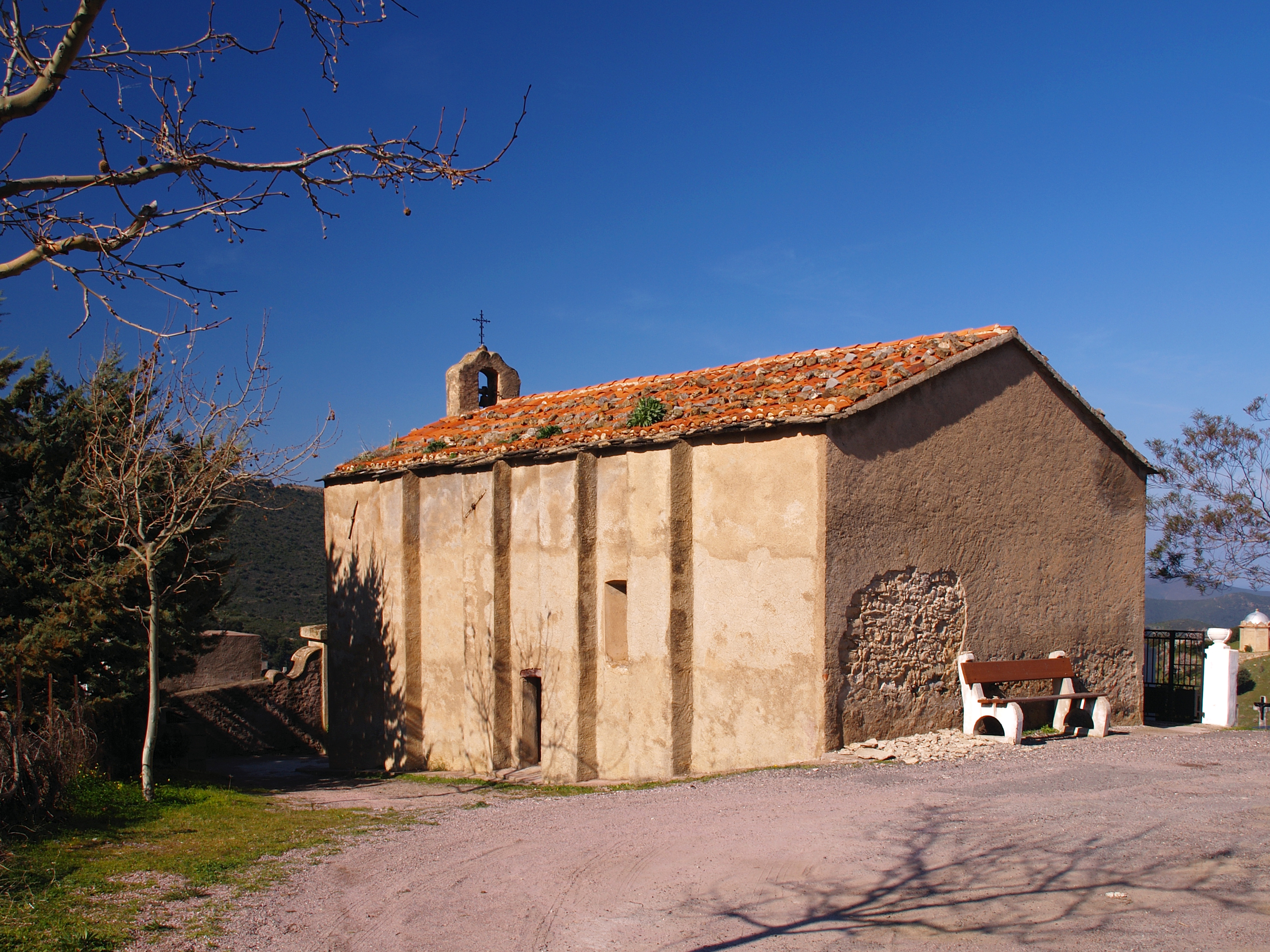
Chapelle Saint-Michel.

La chapelle romane Saint-Michel (San Michele Arcangelo) daterait du XIIIe siècle. Église de l'ancienne paroisse au XVIe siècle, San Michele est située avec le cimetière en bordure de la route D 12, à l'entrée nord et hors du village.

### Patrimoine naturel
Il n'y a aucun espace protégé et géré sur la commune.

### Personnalités liées à la commune
- Antoine-Léonard Massiani (Novella 1816-1888). Médecin. Il a publié Viaghiu in Ascu o sia La Cuccagna di Bazzicone[24] en langue corse.